# Доњи Забељ
Доњи Забељ (алб. Zabel i Ultë) је насеље у општини Глоговац, Косово и Метохија, Република Србија.

## Становништво
| Демографија | Демографија | Демографија |
| Година      | Становника  | Становника  |
| ----------- | ----------- | ----------- |
| 1948.       | 319         |             |
| 1953.       | 355         |             |
| 1961.       | 433         |             |
| 1971.       | 647         |             |
| 1981.       | 736         |             |
| 1991.       | 1.094       |             |